# Pręgi
Pręgi – polski dramat psychologiczny z 2004 roku w reżyserii Magdaleny Piekorz, będący jej pełnometrażowym debiutem. Scenariusz powstał na podstawie powieści Wojciecha Kuczoka „Gnój”. Zdjęcia kręcono w Warszawie, Tatrach oraz w Komorowie.

## Opis fabuły
Film opowiada o życiu młodego mężczyzny, Wojciecha Winklera, na którego zachowanie i charakter silny wpływ miały doświadczenia z młodości, kiedy był bity przez ojca.
Akcja filmu rozpoczyna się w 1984 roku. 13-letni Wojtek jest wychowywany przez ojca, matka zmarła przy porodzie. Andrzej (ojciec) chce, by Wojtek wyrósł na „prawdziwych ludzi”, jednak próbuje to osiągnąć za pomocą kar. Wojtek jest przeciętnym chłopcem, lecz w przeciwieństwie do kolegów jest okrutnie karany za wybryki. Pewnego dnia Wojtek ucieka z domu.
Druga część filmu rozgrywa się w czasach współczesnych. Wojciech jest już dorosły i samotnie mieszka w małym mieszkaniu. Podczas pobytu w Tatrach poznaje Tatianę, która proponuje, by ich znajomość zmieniła się w związek. Wojciech nie jest jeszcze na to gotowy. Nadal ciążą na nim wspomnienia z dzieciństwa.

## Obsada
- Michał Żebrowski – Wojciech Winkler
- Jan Frycz – Andrzej Winkler
- Borys Szyc – Bartosz, przyjaciel Wojciecha
- Agnieszka Grochowska – Tatiana
- Wacław Adamczyk – Wojciech Winkler w wieku 13 lat
- Alan Andersz – Bartosz w dzieciństwie
- Leszek Piskorz – proboszcz
- Jan Peszek – redaktor
- Dorota Kamińska – matka Tani
- Damian Damięcki – ojciec Tani
- Tadeusz Bradecki – lekarz
- Mikołaj Grabowski – lekarz
- Krystyna Rutkowska-Ulewicz – sąsiadka
- Maria Maj – nauczycielka starsza
- Joanna Pierzak – nauczycielka młodsza
- Violetta Arlak – sekretarka
- Marcin Bosak – gość prywatki u Wojciecha
- Wojciech Mecwaldowski – kolega Introwertyk
- Borys Jaźnicki